# Patty Zomer
Patricia Alida Maria (Patty) Zomer (Haarlem, 28 november 1961) is een Nederlands styliste en voormalige zangeres en voormalig presentatrice.
Zomer werd in 1979 bekend als een van de zangeressen van de Nederlandse meidengroep de Dolly Dots. Voordat ze hieraan deelnam was ze actief als danseres van het TROS Top 50-ballet. Na de Dolly Dots-periode werd ze actief als styliste. De keuze hiervoor vloeide voort uit het stylingwerk dat ze samen met Esther Oosterbeek deed ten tijde van de Dolly Dots.
Samen met Nada van Nie presenteerde Zomer het tv-programma De Modepolitie, waarin ze elke week op zoek gingen naar de slechtst geklede Nederlander. Deze kandidaat kreeg na inspectie van de kledingkast een nieuwe garderobe aangemeten. Dit programma was gedurende drie seizoenen te zien op de zender Yorin. Als styliste leverde Zomer ook een bijdrage aan het Net5-programma Make Me Beautiful. In dat tv-programma was ze verantwoordelijk voor de restyling van de kandidaten. Daarnaast was Zomer bij RTL 4 te zien als jurylid in de talentenjacht Popstars - the Rivals. 
In 2010 maakte Zomer deel uit van het dreamteam van Angela Groothuizen in het tv-programma The voice of Holland. In 2016 kwamen Zomer en de Dots eenmalig bij elkaar om op 13, 14 en 15 mei 2016 een gastoptreden te geven bij De Toppers in de Amsterdam Arena.
Behalve in haar eigen stylingbureau is Zomer ook actief in Style Counsel. Daarnaast is ze chef-mode van het tijdschrift Beau Monde.
Haar zoon werd in 1998 geboren.

## Trivia
Zomer stond in oktober 1988 met een fotoshoot in de Nederlandse Playboy.
- International Standard Name Identifier: 0000 0001 3093 6684
- MusicBrainz: b056fef6-f7d5-4986-9b8d-f2d73056522d
- Nederlandse Thesaurus van Auteursnamen: 07313953X
- Virtual International Authority File: 288169103
- WorldCat: E39PBJgMFXfhFwxtHRMwPbQ8YP